# Cecil B. DeMille
Cecil Blount DeMille (ur. 12 sierpnia 1881 w Ashfield, zm. 21 stycznia 1959 w Los Angeles) − amerykański producent filmowy, reżyser, montażysta, scenarzysta i aktor. Twórca epickich biblijnych widowisk filmowych. Był jednym z założycieli  Amerykańskiej Akademii Filmowej, znanej przede wszystkim z dorocznej uroczystości wręczania nagrody Oscara.
8 lutego 1960 otrzymał dwie własne gwiazdy w Alei Gwiazd w Los Angeles znajdujące się przy 1725 Vine Street (film) i 6240 Vine Street (radio).

## Życiorys
Urodził się w Ashfield w Massachusetts jako drugie z trójki dzieci Matyldy Beatrice deMille (z domu Samuel) i Henry’ego Churchilla de Mille’a. Jego matka urodziła się w Liverpoolu w Anglii w rodzinie niemieckich Żydów, a przodkowie ojca byli pochodzenia angielskiego, holenderskiego i belgijskiego.
Był hollywoodzkim mistrzem olbrzymich kinowych spektakli. Odkrył dla kina widowiska biblijne, realizując opowieść o Mojżeszu – Dziesięcioro przykazań, najpierw w wersji niemej w 1923 roku z Theodorem Robertsem w roli głównej, potem w blasku Technicoloru w 1956 roku z Charltonem Hestonem (Mojżesz) i Yulem Brynnerem (Ramzes).
Jego filmy Król królów (1927), Kleopatra (1934), Samson i Dalila (1949), Największe widowisko świata (1952) wyróżniały się precyzją i dobrym smakiem. Były monumentalne, momentami patetyczne, a ich silną stroną stały się efekty specjalne i obsada aktorska.
16 sierpnia 1902 zawarł związek małżenski z aktorką Constance Adams. Mieli córkę Cecilię; adoptowali też troje dzieci: Katherine, Johna i Richarda.
Jego imieniem nazwano honorowe wyróżnienie Złotych Globów, wręczane za całokształt filmowej twórczości – Nagrodę im. Cecila B. DeMille’a.

## Filmografia

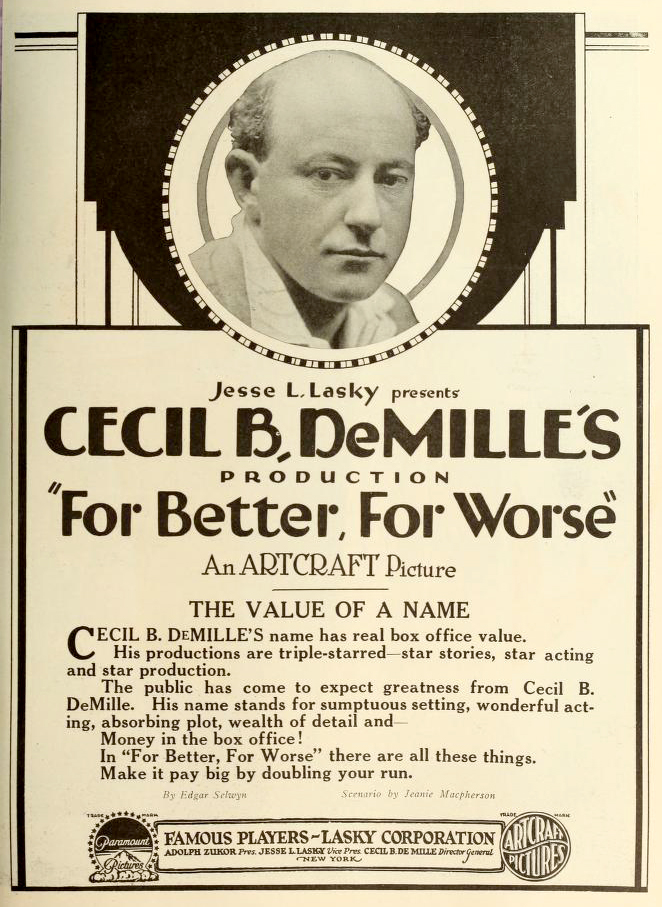
Reklama (1919)

### Reżyser
- 1956 – Dziesięcioro przykazań (The Ten commandments)
- 1952 – Największe widowisko świata (The Greatest Show on Earth)
- 1949 – Samson i Dalila (Samson and Delilah)
- 1948 – California’s Golden Beginning
- 1947 – Unconquered
- 1944 – Historia doktora Wassella (The Story of Dr. Wassell)
- 1942 – Zdradzieckie skały (Reap the Wild Wind)
- 1940 – Policja konna Północnego Zachodu
- 1939 – Union Pacific
- 1938 – Korsarz (The Buccaneer)
- 1936 – Niezwyciężony Bill (The Plainsman)
- 1935 – Wyprawy krzyżowe (The Crusades)
- 1934 – Four Frightened People
- 1934 – Kleopatra (Cleopatra)
- 1933 – This Day and Age
- 1932 – Pod znakiem Krzyża (The Sign of the Cross)
- 1931 – Mąż Indianki (The Squaw Man)
- 1930 – Madam Satan
- 1929 – Dynamit (Dynamite)
- 1929 – The Godless Girl
- 1927 – Król królów (The King of Kings)
- 1926 – The Volga Boatman
- 1925 – Złote łoże (The Golden Bed)
- 1925 – Droga do jutra (The Road to Yesterday)
- 1924 – Feet of Clay
- 1924 – Triumf (Triumph)
- 1923 – Żebro Adama (Adam’s Rib)
- 1923 – Dziesięć przykazań (The Ten Commandments)
- 1922 – Manslaughter
- 1922 – Sobotnia noc (Saturday Night)
- 1921 – Fool’s Paradise
- 1921 – Forbidden Fruit
- 1921 – Sprawki Anatola (The Affairs of Anatol)
- 1921 – Po co zmieniać żonę (Why Change Your Wife?)
- 1921 – Something to Think About
- 1919 – Nie zmieniaj męża (Don't Change Your Husband)
- 1919 – For Better, for Worse
- 1919 – Kaprys losu (Male and Female)
- 1918 – You Can’t Have Everything
- 1918 – Mąż Indianki (The Squaw Man)
- 1918 – Till I Come Back to You
- 1918 – We Can’t Have Everything
- 1918 – Old Wives for New
- 1918 – The Whispering Chorus
- 1917 – The Devil-Stone
- 1917 – The Woman God Forgot
- 1917 – The Little American
- 1917 – A Romance of the Redwoods
- 1917 – Lost and Won
- 1917 – Joan the Woman
- 1916 – The Trail of the Lonesome Pine
- 1916 – The Heart of Nora Flynn
- 1916 – The Dream Girl
- 1916 – Maria Rosa
- 1915 – Dziewczyna ze Złotego Zachodu (The Girl of the Golden West)
- 1915 – Chimmie Fadden Out West
- 1915 – Temptation
- 1915 – The Golden Chance
- 1915 – Oszustka (The Cheat)
- 1915 – Kindling
- 1915 – After Five
- 1915 – Arab (The Arab)
- 1915 – Warrenowie z Wirginii (The Warrens of Virginia)
- 1915 – The Unafraid
- 1915 – The Captive
- 1915 – Carmen
- 1915 – The Wild Goose Chase
- 1914 – The Man on the Box
- 1914 – The Only Son
- 1914 – The Master Mind
- 1914 – Brewster’s Millions
- 1914 – The Call of the North
- 1914 – The Virginian
- 1914 – Rose of the Rancho
- 1914 – The Man from Home
- 1914 – What’s His Name
- 1914 – The Squaw Man
- 1914 – The Ghost Breaker

### Scenarzysta
- 1917 – The Little American
- 1916 – The Love Mask
- 1915 – Dziewczyna ze Złotego Zachodu (The Girl of the Golden West)
- 1915 – Kindling
- 1915 – Chimmie Fadden Out West
- 1914 – What’s His Name
- 1914 – The Circus Man
- 1914 – The Ghost Breaker
- 1914 – The Call of the North
- 1914 – The Squaw Man

### Aktor
- 1958 – Korsarz (The Buccaneer)
- 1957 – The Buster Keaton Story, jako on sam
- 1957 – The Heart of Show Business, jako narrator (głos)
- 1952 – Screen Snapshots: Hollywood Night Life, jako on sam
- 1951 – Screen Snapshots: The Great Director, jako on sam
- 1950 – Bulwar Zachodzącego Słońca, jako on sam
- 1947 – Variety Girl, jako on sam
- 1942 – Star Spangled Rhythm, jako on sam
- 1941 – Glamour Boy, jako on sam
- 1935 – Hollywood Extra Girl, jako on sam
- 1934 – The Hollywood You Never See, jako on sam
- 1923 – Hollywood
- 1915 – Chimmie Fadden Out West

### Producent
- 1956 – Dziesięcioro przykazań
- 1952 – Największe widowisko świata
- 1949 – Samson i Dalila
- 1947 – Unconquered
- 1944 – Historia doktora Wassella
- 1942 – Zdradzieckie skały
- 1940 – North West Mounted Police
- 1939 – Union Pacific
- 1938 – Korsarz
- 1936 – Niezwyciężony Bill
- 1935 – The Crusades
- 1934 – Four Frightened People
- 1934 – Kleopatra
- 1933 – This Day and Age
- 1932 – Pod znakiem Krzyża
- 1931 – Mąż Indianki
- 1930 – Madam Satan
- 1929 – The Godless Girl
- 1929 – Dynamit
- 1928 – Hold 'Em Yale
- 1927 – White Gold
- 1927 – Król królów
- 1927 – The Yankee Clipper
- 1926 – The Volga Boatman
- 1926 – Her Man o' War
- 1926 – Whispering Smith
- 1926 – The Cruise of the Jasper B
- 1925 – Złote łoże
- 1925 – Droga do jutra
- 1925 – The Coming of Amos
- 1924 – Triumf
- 1924 – Feet of Clay
- 1923 – Dziesięć przykazań
- 1923 – Żebro adama
- 1922 – Sobotnia noc
- 1922 – Manslaughter
- 1921 – Fool’s Paradise
- 1921 – Forbidden Fruit
- 1921 – Sprawki Anatola
- 1921 – Something to Think About
- 1921 – Po co zmieniać żonę ?
- 1919 – Kobieta i mężczyzna
- 1919 – For Better, for Worse
- 1918 – Mąż Indianki
- 1918 – Till I Come Back to You
- 1918 – We Can’t Have Everything
- 1918 – Old Wives for New
- 1918 – The Whispering Chorus
- 1917 – Joan the Woman
- 1917 – Lost and Won
- 1917 – The Woman God Forgot
- 1917 – A Romance of the Redwoods
- 1917 – The Little American
- 1917 – The Devil-Stone
- 1916 – The Dream Girl
- 1916 – Maria Rosa
- 1916 – The Heart of Nora Flynn
- 1916 – The Trail of the Lonesome Pine
- 1915 – The Captive
- 1915 – The Golden Chance
- 1915 – Temptation
- 1915 – Carmen
- 1915 – Kindling
- 1915 – Dziewczyna ze Złotego Zachodu
- 1915 – Warrenowie z Wirginii
- 1915 – The Unafraid
- 1915 – The Wild Goose Chase
- 1915 – Arab
- 1915 – Chimmie Fadden Out West
- 1914 – The Call of the North
- 1914 – The Squaw Man
- 1914 – What’s His Name
- 1914 – The Man from Home
- 1914 – Rose of the Rancho
- 1914 – The Ghost Breaker

### Producent wykonawczy
- 1958 – Korsarz (The Buccaneer)
- 1953 – Wojna światów (The War of the Worlds)
- 1951 – When Worlds Collide
- 1928 – Let 'Er Go Gallegher
- 1927 – The Fighting Eagle

### Montaż
- 1939 – Land of Liberty
- 1918 – Old Wives for New
- 1918 – The Whispering Chorus
- 1918 – We Can’t Have Everything
- 1917 – Joan the Woman
- 1917 – A Romance of the Redwoods
- 1917 – The Devil-Stone
- 1917 – The Woman God Forgot
- 1917 – The Little American
- 1916 – The Trail of the Lonesome Pine
- 1916 – The Heart of Nora Flynn
- 1916 – The Dream Girl
- 1916 – Maria Rosa
- 1915 – The Golden Chance
- 1915 – Chimmie Fadden Out West
- 1915 – Oszustka
- 1915 – The Unafraid
- 1915 – Dziewczyna ze Złotego Zachodu
- 1915 – Warrenowie z Wirginii
- 1915 – Kindling
- 1915 – The Wild Goose Chase
- 1915 – Carmen
- 1915 – Temptation
- 1915 – The Captive
- 1915 – Arab
- 1914 – The Man from Home
- 1914 – The Virginian
- 1914 – What’s His Name
- 1914 – Rose of the Rancho

## Nagrody i nominacje
| Rok  | Nagroda                   | Kategoria                        | Za                          | Wynik     |
| ---- | ------------------------- | -------------------------------- | --------------------------- | --------- |
| 1956 | Nagroda Akademii Filmowej | Najlepsze efekty specjalne       | Dziesięcioro przykazań      | Nominacja |
| 1950 | Nagroda Akademii Filmowej | Najlepszy film                   | Samson i Dalila             | Nominacja |
| 1952 | Nagroda Akademii Filmowej | Nagroda im. Irvinga G. Thalberga |                             | Wygrana   |
| 1952 | Nagroda Akademii Filmowej | Najlepszy film                   | Największe widowisko świata | Wygrana   |
| 1952 | Nagroda Akademii Filmowej | Najlepsza reżyseria              | Największe widowisko świata | Nominacja |
| 1949 | Nagroda Akademii Filmowej | Nagroda Honorowa                 |                             | Wygrana   |
| 1953 | Złoty Glob                | Najlepszy reżyser                | Największe widowisko świata | Wygrana   |
| 1939 | Festiwal Filmowy w Cannes | Złota Palma                      | Union Pacific               | Wygrana   |